# Rourea
Rourea là một chi thực vật có hoa trong họ Connaraceae. Chi này được Jean Baptiste Christophore Fusée Aublet công bố mô tả khoa học đầu tiên năm 1775.

## Lịch sử phân loại
Năm 1775 Aublet công bố chi Rourea với một loài là Rourea frutescens ở miền bắc Nam Mỹ. Ba loài tiếp theo được mô tả trước khi công bố sửa đổi ngắn về Connaraceae của Planchon năm 1850. Trong sửa đổi này, Planchon bổ sung 24 loài mới hay các kết hợp danh pháp mới từ châu Mỹ, châu Á và châu Phi.
Trong giai đoạn 187-1870 Baillon kết hợp các chi Roureopsis và Bernardinia của Planchon cũng như chi Byrsocarpus của Schumacher với Rourea. Khái niệm này về Rourea là gần như tương tự với định nghĩa trong bài này, được nhiều tác giả khác như Baker, Hiern, De Wildeman và Gilg tuân theo.
Sau đó Gilg và tiếp theo là Schellenberg lại sử dụng định nghĩa hẹp hơn của Rourea, làm phát sinh các chi mới như Jaundea, Paxia, Santaloides, Santaloidella, Spiropetalum v.v., tất cả đều trong giới hạn của Rourea theo nghĩa rộng của Baillon. Hậu quả của điều này, cùng với sự phục hồi các chi Byrsocarpus và Roureopsis, làm cho tên gọi Rourea biến mất khỏi các loài ở châu Phi và châu Á cũng như các giới hạn chi hẹp và không đáng tin cậy gây ra nhiều lộn xộn, chẳng hạn như Schellenberg (1938) đề cập tới vật liệu hoa của Rourea parviflora như là Byrsocarpus parviflorus nhưng vật liệu quả của nó lại như là Santaloidella gilletii.
Năm 1958 khi xử lý Connaraceae cho Flora Malesiana thì Leenhouts đã bác bỏ nhiều chi nhỏ và mới này và gộp chúng vào Rourea, nhưng vẫn công nhận chi Roureopsis. Keraudren (1958) cũng xử lý tương tự đối với hệ thực vật Madagascar khi gộp Byrsocarpus và Santaloides vào Rourea.
Các khác biệt chính để phân biệt Rourea với Roureopsis theo nghĩa Leenhouts là cánh hoa cuốn trong và lá đài không xếp lợp ở quả. Tuy nhiên, các đặc trưng này không phải là dành riêng, các cánh hoa cuộn trong cũng được thấy ở Rourea thomsonii (trước đây là Jaundea) và các lá đài của đài mang quả là không xếp lợp ở nhiều loài châu Mỹ và thường cũng không thấy ở Rourea cassioides (trước đây là Byrsocarpus cassioides). Leenhouts hợp nhất chi Taeniochlaena ở châu Á với Roureopsis. Chẩn đoán của ông cho các chi kết hợp này chỉ cần các điều chỉnh nhỏ là có thể gộp cùng Spiropetalum và Paxia ở châu Phi. Quả nhẵn nhụi là một trong hai đặc trưng chia tách Paxia với Spiropetalum. Thực vật chí Trung Hoa (Flora of China) hiện vẫn tách Rourea với Roureopsis như là 2 chi độc lập.
Trong số các loài Connaraceae với hoa 5 lá noãn thì Rourea được giới hạn bằng sự kết hợp của các đặc trưng sau: Lá kép lông chim (đôi khi có thể có các cành với lá một lá chét hay ba lá chét), không có cuống nhị nhụy, quả đại thuôn tròn tại đáy, không cuống, nhẵn bên trong và hạt không nội nhũ.

## Mô tả
Dây leo thân gỗ, cây bụi mọc thẳng hay leo bám hoặc cây gỗ nhỏ, thường với mô xốp hình hạt đậu rõ nét trên thân cây. Các cành hình trụ hoặc có thùy rõ ràng, thường kết thúc bằng chỏm dạng tua cuốn; gỗ của một số loài thường với libe giữa các lớp xylem. Lá kép lông chim lẻ, mọc so le, không lá kèm, có cuống, các lá chét nếu nhỏ thì nhiều về lượng hoặc nếu to thì ít về lượng, thỉnh thoảng với chỉ một lá chét; các lá chét mọc đối hay gần đối hoặc so le, mép nguyên, đối xứng hoặc bất đối xứng, thường có mấu nhọn, các gân bên mịn, chạy thẳng nhiều hay ít về phía mép lá. Cụm hoa ở nách lá, là chùy hoa hay cành hoa đôi khi gần như hình cầu, thường có trên một cụm hoa mỗi nách của lá đôi khi thô sơ, đôi khi có 1 hoặc nhiều cụm hoa cùng nhau ở đầu các cành có lá và tương tự như cụm hoa đầu cành (cụm hoa giả đầu cành). Lá bắc hình trứng-mũi mác; các lá bắc con hình mũi mác, có lông ở rìa. Hoa sớm ra, nhỏ, lưỡng tính, mẫu 5, bộ nhụy và bộ nhị dị hình, có mùi thơm; cuống hoa luôn có khớp nối khác biệt. Lá đài 5, rời hoặc hợp sinh gần như hoàn toàn, xếp lợp trong chồi, ôm chặt gốc tràng hoa, nhẵn nhụi hoặc có lông măng, mép có lông rung, bền và thường đồng phát triển ở quả, đôi khi mạnh tới mức là đồng phát triển ngay sau khi thụ phấn khi quả còn rất nhỏ. Cánh hoa 5, dài bằng hoặc hơn lá đài, rời hay chụm lại tại gốc, thường có lưỡi bẹ và cuộn trong hay xếp nếp, màu trắng với vết vàng hay đỏ, nhẵn nhụi hoặc với ít lông ở đỉnh. Nhị hoa 10, xếp thành 2 vòng, hơi hợp nhất tại gốc, 5 nhị đối diện lá đài dài hơn 5 nhị đối diện cánh hoa; chỉ nhị nhẵn nhụi, hợp sinh thành một ống ngắn ở đáy. Bầu nhụy có lông, vòi nhụy hình trụ thon; đầu nhụy hình đầu hay gần hình đầu, 2 thùy không rõ nét. Lá noãn 5 nhưng phần lớn chỉ 1 thuần thục, rời, từ nhẵn nhụi tới rậm lông, chèn đáy; noãn 2, thẳng đứng, đính bên. Quả là quả đại không cuống, 1-5 mỗi hoa, hình trứng đến hình elip với đỉnh thuôn tròn hay nhọn hoặc có mỏ, bên trong nhẵn nhụi, bên ngoài nhẵn nhụi hoặc có lông nhung và/hoặc với các lông tuyến, màu da cam, đỏ hay đôi khi màu trắng, mở theo chiều dọc theo khe nứt mặt bụng hoặc theo đường vòng nhiều hay ít ở đáy. Hạt 1, hiếm khi 2 mỗi quả đại con, từ gần hình trứng đến hình elipxoit, đôi khi cong, đỉnh có mấu nhọn; vỏ hạt từ mọng thịt một phần đến mọng thịt toàn phần, phần vỏ hạt này có màu từ vàng tới đỏ, các phần khác của vỏ hạt màu nâu sẫm tới đen (đôi khi đỏ?) và bóng; rốn hạt ở đáy; nội nhũ không có ở hạt thuần thục; các lá mầm phẳng lồi, nhẵn nhụi; rễ mầm từ ở đỉnh đến ở bụng. Cây non mọc trên hay dưới mặt đất.

## Phân bố
Các loài phân bố trong vùng nhiệt đới toàn thế giới, vùng ôn đới châu Á, Bắc Mỹ và Queensland. Môi trường sống của phần lớn các loài là rừng mưa nhiệt đới.

## Các loài
Danh sách 81 loài dưới đây lấy theo Plants of the World Online:
- Rourea accrescens Forero, 1976: Peru, bắc Brasil.
- Rourea acutipetala Miq., 1861 (đồng nghĩa: Taeniochlaena acutipetala) - Khâm khua cánh hoa nhọn. Từ nam Đông Dương tới tây Malesia.
- Rourea adenophora S.F.Blake, 1923: Từ Costa Rica tới Ecuador.
- Rourea amazonica (Baker) Radlk., 1909: Miền nam nhiệt đới châu Mỹ.
- Rourea antioquensis Cuatrec., 1951: Colombia.
- Rourea araguaensis Forero, 1976: Venezuela (Aragua).
- Rourea asplenifolia (G.Schellenb.) Jongkind, 1989: Malaysia bán đảo, Sumatra.
- Rourea bahiensis Forero, 1976: Brasil (Bahia).
- Rourea balansana Baill., 1875 (đồng nghĩa: Santaloides balansana, S. balansaeanum): New Caledonia.
- Rourea blanchetiana (Progel) Kuhlm., 1934: Brasil (Bahia).
- Rourea brachyandra F.Muell., 1872 (đồng nghĩa: Santaloides brachyandra, S. brachyandrum): Queensland.
- Rourea breviracemosa Gamble, 1913 (đồng nghĩa: Roureopsis breviracemosa): Myanmar.
- Rourea calophylla (Gilg ex G.Schellenb.) Jongkind, 1989: Angola (Cabinda), Cameroon, Gabon.
- Rourea calophylloides (G.Schellenb.) Jongkind, 1989: Gabon.
- Rourea camptoneura Radlk., 1886: Bolivia, Brasil (bắc, tây trung), Colombia, Ecuador, Peru.
- Rourea carvalhoi Forero, Carbonó & L.A.Vidal, 1984: Đông Brasil.
- Rourea cassioides Hiern, 1896: Bắc Angola, Cameroon, Gabon, Cộng hòa Dân chủ Congo.
- Rourea caudata Planch., 1850 - Trường vĩ hồng diệp đằng (长尾红叶藤). Himalaya đến Vân Nam, Quảng Tây, Quảng Đông.
- Rourea chrysomalla Glaz. & G.Schellenb., 1906: Trung Brasil.
- Rourea cnestidifolia G.Schellenb., 1938: Brasil (Minas Gerais, Espírito Santo).
- Rourea coccinea (Schumach. & Thonn.) Benth., 1849: Từ miền tây nhiệt đới châu Phi đến tây Tanzania và Zambia.
- Rourea confundens (Leenh.) Jongkind, 1989: Thái Lan.
- Rourea cuspidata Benth. ex Baker, 1871: Colombia, Venezuela, bắc Brasil.
- Rourea discolor Baker, 1871: Đông Brasil.
- Rourea doniana Baker, 1871: Bắc và đông Brasil.
- Rourea duckei Huber, 1909: Bắc Brasil.
- Rourea emarginata (Jack) Jongkind, 1989 (đồng nghĩa: Roureopsis birmanica, R. emarginata) - Khâm khua lõm, chu quả đằng (朱果藤). Từ Trung Quốc (Vân Nam, Quảng Tây) đến tây Malesia.
- Rourea erythrocalyx (Gilg ex G.Schellenb.) Jongkind, 1989: Angola (Cabinda), Cameroon, Gabon.
- Rourea fluminensis (Gardner) Jongkind, 1989: Brasil.
- Rourea foreroi Aymard & P.E.Berry, 1996: Venezuela (Amazonas).
- Rourea frutescens Aubl., 1775: Bắc Brasil, Guiana thuộc Pháp, Guyana, Suriname, Trinidad và Tobago, Venezuela.
- Rourea fulgens Planch., 1850 (đồng nghĩa: Santaloides fulgens)[7]: Từ nam Myanmar đến Sumatra.
- Rourea gardneriana Planch., 1850: Đông Brasil.
- Rourea glabra Kunth, 1824: Từ Mexico về phía nam đến nhiệt đới châu Mỹ.
- Rourea glazioui G.Schellenb., 1938: Brasil (Espírito Santo, Rio de Janeiro).
- Rourea gracilis G.Schellenb., 1938: Brasil (Paraná, Santa Catarina).
- Rourea grosourdyana Baill., 1869: Venezuela đến Guyana và bắc Brasil.
- Rourea harmandiana Pierre, 1898 (đồng nghĩa: Santaloides harmandiana, S. harmandianum) - Dây lửa Harmand: Việt Nam.
- Rourea induta Planch., 1850: Từ đông Bolivia đến Brasil.
- Rourea kappleri Lanj., 1940: Suriname, bắc Brasil.
- Rourea krukovii Steyerm., 1940: Colombia (Vichada) đến nam Venezuela và Peru.
- Rourea latifoliolata Standl. & L.O.Williams, 1953: Costa Rica.
- Rourea laurifolia G.Schellenb., 1938: Brasil (Mato Grosso).
- Rourea ligulata Baker, 1871: Guyana tới bắc Brasil.
- Rourea luizalbertoi Forero, L.A.Vidal & Carbonó, 1984: Đông Brasil.
- Rourea macrocalyx Carbonó, Forero & L.A.Vidal, 1984: Brasil (Bahia).
- Rourea martiana Baker, 1871: Đông Brasil.
- Rourea microphylla (Hook. & Arn.) Planch., 1850 - Tiểu diệp hồng diệp đằng (小叶红叶藤). Trung Quốc, du nhập vào Lào và Việt Nam.
- Rourea mimosoides (Vahl) Planch., 1850 (đồng nghĩa: Santaloides mimosoides) - Dây khế lá nhỏ, dây lửa lá nhỏ, khế rừng lá trinh nữ. Đông Nam Á, không có ở Philippines.
- Rourea minor (Gaertn.) Alston, 1931 (gồm cả Rourea acropetala) - Dây khế cánh nhọn, dây lửa cánh (hoa) nhọn, độc chó, óc chó, tróc cẩu, (dây) độc (tại Hòn Tre), danh (tại Bảo Lộc), hồng diệp đằng (红叶藤). Nhiệt đới ẩm Cựu thế giới.
- Rourea myriantha Baill., 1868: Từ Nigeria về phía đông, tới tây trung nhiệt đới châu Phi.
- Rourea neglecta G.Schellenb., 1938: Venezuela đến bắc Brasil và Guiana thuộc Pháp.
- Rourea obliquifoliolata Gilg, 1891: Từ nam Nigeria đến bắc Angola.
- Rourea oligophlebia Merr., 1938 - Dây lửa ít gân, mú từn. Sumatera, Việt Nam.
- Rourea omissa Forero, 1976: Peru.
- Rourea orientalis Baill., 1867: Từ đông nam Kenya tới bắc Botswana, Madagascar.
- Rourea ovalis (G.Schellenb.) Leenh., 1958: Borneo.
- Rourea paraensis Forero, 1976: Bắc Brasil.
- Rourea parviflora Gilg, 1891: Từ tây trung nhiệt đới châu Phi tới Angola.
- Rourea pinnata (Merr.) Veldkamp, 1968 (đồng nghĩa: Sarcotheca pinnata, không Roureopsis pinnata): Borneo.
- Rourea pittieri S.F.Blake, 1923: Từ Panama tới Ecuador.
- Rourea prainiana Talbot, 1909 (đồng nghĩa: Santaloides prainiana, S. prainianum): Tây nam Ấn Độ, Thái Lan, Malaysia bán đảo.
- Rourea prancei Forero, 1976: Brasil (Maranhão).
- Rourea psammophila Forero, 1976: Brasil.
- Rourea pseudogardneriana Forero, Carbonó & L.A.Vidal, 1984: Brasil (Bahia).
- Rourea pseudospadicea G.Schellenb., 1938: Brasil (São Paulo).
- Rourea puberula Baker, 1871: Bolivia, Brasil (bắc, tây trung), Colombia, Peru.
- Rourea pubescens (DC.) Radlk., 1886: Venezuela đến Guyana.
- Rourea radlkoferiana K.Schum., 1900 (đồng nghĩa: Santaloides radlkoferiana, S. radlkoferianum)[8]: Papua New Guinea.
- Rourea revoluta Planch., 1850: Guyana đến Brasil (Roraima).
- Rourea rugosa Planch., 1850 (đồng nghĩa: Santaloides rugosa, S. rugosum): Malaysia bán đảo.
- Rourea schippii Standl., 1935: Từ trung Mexico tới Trung Mỹ.
- Rourea solanderi Baker, 1868: Tây và tây trung nhiệt đới châu Phi.
- Rourea sprucei G.Schellenb., 1938: Colombia đến Venezuela và bắc Brasil.
- Rourea stenopetala (Griff.) Hook.f., 1876 (đồng nghĩa: Roureopsis stenopetala) - Khâm khua, khăm khua, chan bran. Đông Dương.
- Rourea suerrensis Donn.Sm., 1897: Từ Mexico (Tabasco) đến Trung Mỹ.
- Rourea surinamensis Miq., 1854: Từ vùng Caribe đến miền bắc Nam Mỹ.
- Rourea tenuis G.Schellenb., 1938: Brasil (Bahia).
- Rourea thomsonii (Baker) Jongkind, 1989 (gồm cả Rourea monticola): Nhiệt đới châu Phi.
- Rourea thonneri De Wild., 1911 (đồng nghĩa: Roureopsis thonneri): Cộng hòa Dân chủ Congo, Angola (Cabinda).
- Rourea vulcanicola Forero, 2007: Mexico (Veracruz).